# Agrotis conspicua
Agrotis conspicua là một loài bướm đêm trong họ Noctuidae.